# Seznam olympijských medailistek ve sportovní střelbě
Toto je seznam olympijských medailistek ve sportovní střelbě na letních olympijských hrách.

## 10 metrůvzduchová pistole
| Rok      | Zlato                        | Stříbro                      | Bronz                     |
| -------- | ---------------------------- | ---------------------------- | ------------------------- |
| LOH 1988 | Jasna Šekarićová (YUG)       | Nino Salukvadzeová (URS)     | Marina Dobrancheva (URS)  |
| LOH 1992 | Marina Logviněnko (EUN)      | Jasna Šekarićová (IOP)       | Mariya Grozdeva (BUL)     |
| LOH 1996 | Olga Klochněvová (RUS)       | Marina Logviněnko (RUS)      | Mariya Grozdeva (BUL)     |
| LOH 2000 | Tao Luna (CHN)               | Jasna Šekarićová (YUG)       | Annemarie Forderová (AUS) |
| LOH 2004 | Olena Kostevyčová (UKR)      | Jasna Šekarićová (SCG)       | Mariya Grozdeva (BUL)     |
| LOH 2008 | Kuo Wen-ťün (CHN)            | Natalia Paderina (RUS)       | Nino Salukvadzeová (GEO)  |
| LOH 2012 | Kuo Wen-ťün (CHN)            | Celine Gobervilleová (FRA)   | Olena Kostevyčová (UKR)   |
| LOH 2016 | Zhang Mengxue (CHN)          | Vitalina Bacaraškinová (RUS) | Anna Korakakiová (GRE)    |
| LOH 2020 | Vitalina Bacaraškinová (ROC) | Antoaneta Kostadinova (BUL)  | Jiang Ranxin (CHN)        |
| LOH 2024 | O Je-čin (KOR)               | Kim Je-či (KOR)              | Manu Bhakerová (IND)      |

## 10 metrůvzduchová puška
| Rok      | Zlato                      | Stříbro                     | Bronz                      |
| -------- | -------------------------- | --------------------------- | -------------------------- |
| LOH 1984 | Pat Spurginová (USA)       | Edith Guflerová (ITA)       | Wu Xiaoxuan (CHN)          |
| LOH 1988 | Irina Shilova (URS)        | Silvia Sperberová (FRG)     | Anna Malukhina (URS)       |
| LOH 1992 | Yeo Kab-soon (KOR)         | Vessela Letcheva (BUL)      | Aranka Binderová (IOP)     |
| LOH 1996 | Renata Mauerová (POL)      | Petra Horneberová (GER)     | Aleksandra Ivoševová (YUG) |
| LOH 2000 | Nancy Johnsonová (USA)     | Kang Cho-hyun (KOR)         | Gao Jing (CHN)             |
| LOH 2004 | Du Li (CHN)                | Ljubov Galkina (RUS)        | Kateřina Kůrková (CZE)     |
| LOH 2008 | Kateřina Emmons (CZE)      | Ljubov Galkina (RUS)        | Snježana Pejčić (CRO)      |
| LOH 2012 | I S’-ling (CHN)            | Sylwia Bogacka (POL)        | Yu Dan (CHN)               |
| LOH 2016 | Virginia Thrasherová (USA) | Du Li (CHN)                 | I S’-ling (CHN)            |
| LOH 2020 | Jang Čchienová (CHN)       | Anastasiia Galašinová (ROC) | Nina Christenová (SUI)     |
| LOH 2024 | Pan Ho-čin (KOR)           | Chuang Jü-tching (CHN)      | Audrey Gogniatová (SUI)    |

## 25 metrůsportovní pistole
| Rok      | Zlato                        | Stříbro                    | Bronz                          |
| -------- | ---------------------------- | -------------------------- | ------------------------------ |
| LOH 1984 | Linda Thomová (CAN)          | Ruby Foxová (USA)          | Patricia Denchová (AUS)        |
| LOH 1988 | Nino Salukvadzeová (URS)     | Tomoko Hasegawaová (JPN)   | Jasna Šekarićová (YUG)         |
| LOH 1992 | Marina Logviněnko (EUN)      | Li Duihong (CHN)           | Dorjsürengiin Mönkhbayar (MGL) |
| LOH 1996 | Li Duihong (CHN)             | Diana Jorgová (BUL)        | Marina Logviněnko (RUS)        |
| LOH 2000 | Mariya Grozdeva (BUL)        | Tao Luna (CHN)             | Lalita Yauhleuskaya (BLR)      |
| LOH 2004 | Mariya Grozdeva (BUL)        | Lenka Hyková (CZE)         | Irada Ashumová (AZE)           |
| LOH 2008 | Chen Ying (CHN)              | Otryadyn Gündegmaa (MGL)   | Munkhbayar Dorjsuren (GER)     |
| LOH 2012 | Kim Jang-Mi (KOR)            | Chen Ying (CHN)            | Olena Kostevyčová (UKR)        |
| LOH 2016 | Anna Korakakiová (GRE)       | Monika Karschová (GER)     | Heidi Diethelm Gerberová (SUI) |
| LOH 2020 | Vitalina Bacaraškinová (ROC) | Kim Min-jung (KOR)         | Xiao Jiaruixuan (CHN)          |
| LOH 2024 | Jang Či-in (KOR)             | Camille Jedrzejewski (FRA) | Veronika Majorová (HUN)        |

## 50 metrů libovolnámalorážka3×20 ran – polohový závod
Současný model: střelba 20 ran vleže, 20 ran vkleče a 20 ran vstoje. Nejlepších 8 střelkyň postoupí do finále, kde se střílí 10 ran vstoje. Výsledky ze základní části se započítávají.
 Margaret Murdocková (USA) získala stříbrnou medaili v této disciplíně na olympiádě v Montrealu 1976, v době, kdy se střílela jako "otevřená", tedy soutěžili v ní současně muži i ženy.

| Rok      | Zlato                      | Stříbro                   | Bronz                         |
| -------- | -------------------------- | ------------------------- | ----------------------------- |
| LOH 1984 | Wu Xiaoxuan (CHN)          | Ulrike Holmerová (FRG)    | Wanda Jewellová (USA)         |
| LOH 1988 | Silvia Sperberová (FRG)    | Vessela Letcheva (BUL)    | Valentina Cherkasová (URS)    |
| LOH 1992 | Launi Meiliová (USA)       | Nonka Matová (BUL)        | Małgorzata Książkiewicz (POL) |
| LOH 1996 | Aleksandra Ivoševová (YUG) | Irina Gerasimenok (RUS)   | Renata Mauerová (POL)         |
| LOH 2000 | Renata Mauerová (POL)      | Tatiana Goldobina (RUS)   | Maria Feklistová (RUS)        |
| LOH 2004 | Ljubov Galkina (RUS)       | Valentina Turisini (ITA)  | Wang Chengyi (CHN)            |
| LOH 2008 | Du Li (CHN)                | Kateřina Emmons (CZE)     | Eglis Yaima Cruzová (CUB)     |
| LOH 2012 | Jamie Lynn Grayová (USA)   | Ivana Maksimovićová (SRB) | Adéla Sýkorová (CZE)          |
| LOH 2016 | Barbara Englederová (GER)  | Zhang Binbin (CHN)        | Du Li (CHN)                   |
| LOH 2020 | Nina Christenová (SUI)     | Julia Zyková (ROC)        | Julia Karimová (ROC)          |
| LOH 2024 | Chiara Leoneová (SUI)      | Sagen Maddalenaová (USA)  | Čang Čchiung-jüe (CHN)        |

## Skeet
| Rok      | Zlato                                | Stříbro                 | Bronz                        |
| -------- | ------------------------------------ | ----------------------- | ---------------------------- |
| LOH 2000 | Zemfira Meftahatdinova (AZE)         | Světlana Demina (RUS)   | Diána Igalyová (HUN)         |
| LOH 2004 | Diána Igalyová (HUN)                 | Wei Ning (CHN)          | Zemfira Meftahatdinova (AZE) |
| LOH 2008 | Chiara Caineroová (ITA)              | Kim Rhodeová (USA)      | Christine Brinkerová (GER)   |
| LOH 2012 | Kim Rhodeová (USA)                   | Wei Ning (CHN)          | Danka Barteková (SVK)        |
| LOH 2016 | Diana Bacosiová (ITA)                | Chiara Caineroová (ITA) | Kim Rhodeová (USA)           |
| LOH 2020 | Amber Englishová (USA)               | Diana Bacosiová (ITA)   | Wei Meng (CHN)               |
| LOH 2024 | Francisca Crovettová Chadidová (CHI) | Amber Rutterová (GBR)   | Austen Smithová (USA)        |

## Trap
| Rok      | Zlato                          | Stříbro                        | Bronz                       |
| -------- | ------------------------------ | ------------------------------ | --------------------------- |
| LOH 2000 | Daina Gudzinevičiūtėová (LTU)  | Delphine Racinetová (FRA)      | Gao E (CHN)                 |
| LOH 2004 | Suzanne Baloghová (AUS)        | María Quintanalová (ESP)       | Lee Bo-na (KOR)             |
| LOH 2008 | Satu Mäkelä-Nummelaová (FIN)   | Zuzana Rehák Štefečeková (SVK) | Corey Cogdellová (USA)      |
| LOH 2012 | Jessica Rossiová (ITA)         | Zuzana Rehák Štefečeková (SVK) | Delphine Reauová (FRA)      |
| LOH 2016 | Catherine Skinnerová (AUS)     | Natalie Rooneyová (NZL)        | Corey Cogdellová (USA)      |
| LOH 2020 | Zuzana Rehák Štefečeková (SVK) | Kayle Browningová (USA)        | Alessandra Perilliová (SMR) |
| LOH 2024 | Adriana Ruanová (GUA)          | Silvana Stancová (ITA)         | Penny Smithová (AUS)        |

Navíc  Zhang Shan (CHN) získala zlatou medaili v této disciplíně na olympiádě v Barceloně 1992, v době, kdy se střílela jako "otevřená", tedy soutěžili v ní současně muži i ženy.

## Ukončené disciplíny

### Double trap
| Rok      | Zlato               | Stříbro                 | Bronz                    |
| -------- | ------------------- | ----------------------- | ------------------------ |
| LOH 1996 | Kim Rhodeová (USA)  | Susanne Kiermayer (GER) | Deserie Huddleston (AUS) |
| LOH 2000 | Pia Hansenová (SWE) | Deborah Gelisio (ITA)   | Kim Rhodeová (USA)       |
| LOH 2004 | Kim Rhodeová (USA)  | Lee Bo-na (KOR)         | Gao E (CHN)              |